# Congregación de Nuestra Señora del Carmen y del Santísimo Cristo Yacente
La Congregación de Nuestra Señora del Carmen y del Santísimo Cristo Yacente es una hermandad religiosa católica de gloria y penitencia, fundada en 1715, con sede en la Iglesia de San Sebastián Mártir de Carabanchel, Madrid. Su Hermano Mayor es, desde 1995, S.M. el Rey Don Juan Carlos I.

## Historia

### Primeras constituciones
La historia de esta institución carmelita seglar se remonta a 1715 cuando el arzobispo de Toledo Francisco Valero y Losa firma sus Constituciones fundacionales. Se conservan las promulgadas por el Cardenal-Infante Luis Antonio de Borbón y Farnesio, hermano de Carlos III, fechadas en 1746 que hacen referencia a las primeras. Desde sus inicios se instituye como sede canónica la Iglesia de San Sebastián Mártir, iglesia matriz del antiguo pueblo de Carabanchel de Abajo y que data de la época de los Reyes Católicos. 

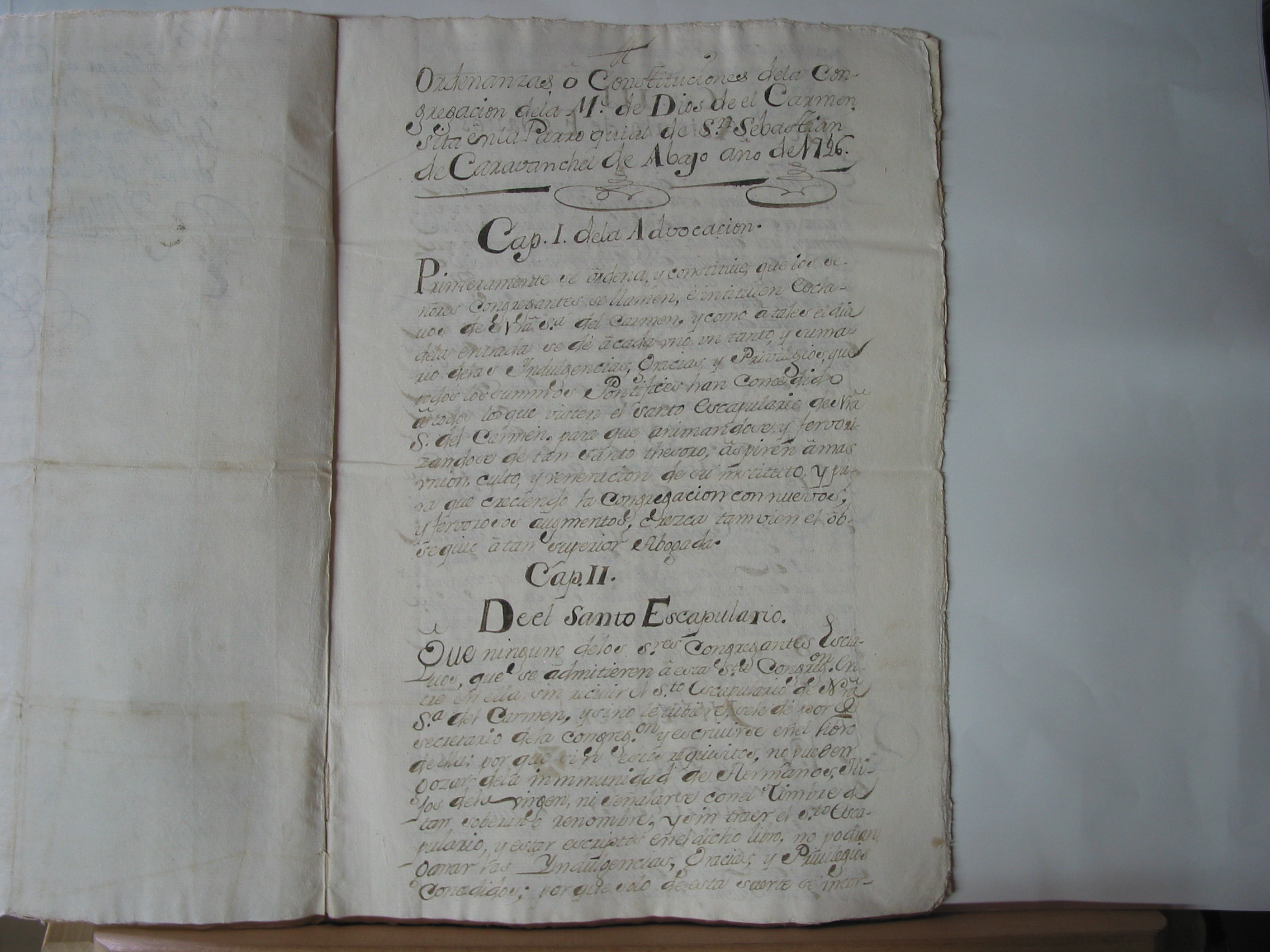
Constituciones de 1746

La Congregación recoge el fervor mariano del pueblo, que se inicia en época medieval en la ermita de la Magdalena, -hoy ermita de La Antigua- donde acudía a labrar las tierras y a rezar a la Virgen el Patrón de Madrid, San Isidro. Posteriormente se crea la cofradía de las Ánimas Benditas, que da paso, en el siglo XVIII, a la Congregación del Carmen.
En 1936 es incendiado el  templo parroquial quedando destruida la totalidad de su fábrica, archivos e imágenes.
Entre los años 1943 a 1947 el Servicio Nacional de Regiones Devastadas y Reparaciones reconstruye la iglesia y la Congregación, entre tanto, se tiene trasladar al próximo Convento de MM Carmelitas en la calle de General Ricardos donde continua con los cultos. En recuerdo de aquella acogida, cada año en su procesión, se hace estación de oración ante el convento mientras las monjas entonan cánticos marianos.
Poco a poco el templo va ganando esplendor y completando sus altares con nuevas imágenes. Para recuperar la procesión del Viernes Santo, el ayuntamiento de Carabanchel Bajo encabeza una suscripción popular para adquirir sendas imágenes de Cristo con destino a las hermandades del Carmen y de Santiago. Para la primera se encarga una talla de Cristo Yacente al escultor conquense Luis Marco Pérez, en 1947 y para la de Santiago otra de Cristo Crucificado del mismo autor.
En los años 70 del siglo XX, la Congregación se vio afectada , como todas las instituciones religiosas, por la crisis de valores reinante en la sociedad, reduciéndose notablemente su actividad y número de hermanos. Sin embargo, en el período 1986-2012 adquiere una renovada vitalidad. Tras un llamamiento urgente se elige nueva junta de gobierno, en la que se integran miembros jóvenes junto con quienes llevaban las riendas en aquel momento. 

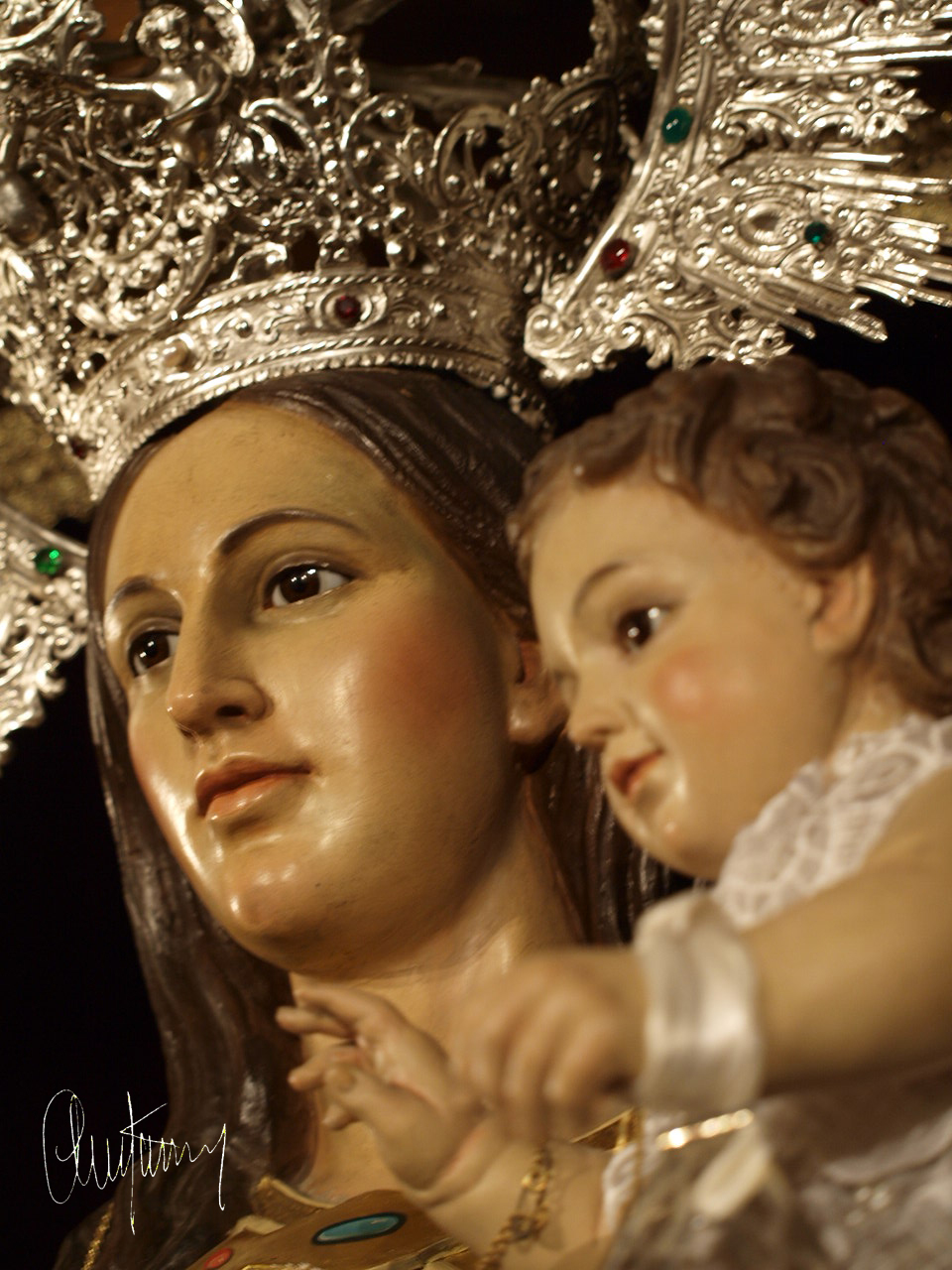
Imagen de la Virgen del Carmen de Carabanchel, con el Niño

Fruto de esta colaboración se incrementa el número de hermanos, se potencia la estructura penitencial de la Congregación dotándola de nuevo uniforme de penitente, que se confecciona en la propia institución para facilitar su venta a las nuevas incorporaciones de hermanos. Se diseña y crea el escudo de la Congregación, se restauran las carrozas e imágenes titulares, se acrecienta el patrimonio institucional con nuevas coronas para la Virgen y el Niño y diversos estandartes y banderines, se muestra la Congregación a la sociedad civil, a través de conciertos al aire libre y en el interior del templo, viajes institucionales, comidas de hermandad y encuentros diversos con otras hermandades de Madrid. Se potencia a la Congregación y el templo que la acoge como santuario de fervor mariano. 
Hasta allí acuden a venerar a la Patrona de Carabanchel autoridades civiles y eclesiásticas como el alcalde de Madrid y concejales del Ayuntamiento, el Nuncio Apostólico, Cardenales y Obispos. Se reforma su Reglamento para adaptarle al canon 321 del Derecho Canónico, resultando aprobado por el Arzobispado en octubre de 1996. Se crea del Reglamento de Organización y Funcionamiento (ROF) para ordenar las prácticas internas; se instituye la Medalla de Honor para distinguir a quienes presten servicios especiales a la Congregación, se incrementa la presencia de la Congregación en los medios de comunicación, se participa en la Junta de Cofradías del Arzobispado de Madrid, se mantiene a los miembros informados mediante la edición del Boletín Monte Carmelo, con periodicidad trimestral., reconvertido finalmente en revista.
Como testimonio de esta etapa, el entonces presidente Antonio Sánchez Molledo publica el libro Memorial de la Congregación del Carmen  donde además del acontecer más reciente da cuenta del pasado de una institución con 300 años de historia. 
La Congregación es reconocida como una de las instituciones más vitales de Carabanchel como recoge el periodista Rafael Martínez Simancas en su libro "Carabanchel 3 décadas de democracia"
En julio de 2012, poco después de la llegada de un nuevo titular parroquial, Alberto Jerónimo Couto, la Junta de Gobierno en pleno presenta su dimisión, abriéndose una nueva etapa en la Congregación en la que se reconduce su funcionamiento y actividad hacia prácticas internas.

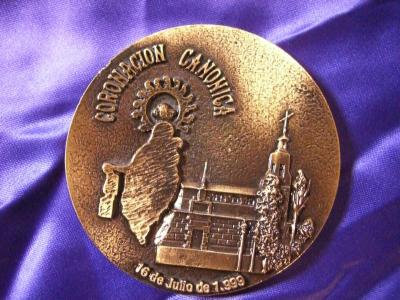
Medalla conmemorativa de la Coronación Canónica, Madrid 1999

### Coronación canónica
El momento de mayor transcendencia tiene lugar con la coronación canónica de la Virgen del Carmen. El cardenal arzobispo de Madrid Antonio María Rouco Varela aprueba el decreto de coronación canónica y el 16 de julio de 1999 se lleva a cabo en el transcurso de una solemne ceremonia celebrada en la plaza de Carabanchel. Mientras el cardenal imponía la nueva corona sobre las sienes de la patrona de Carabanchel, el coro parroquial interpretaba una pieza musical en honor de la patrona compuesta para la ocasión. Concelebraron la eucaristía, además de Rouco Varela y algunos de sus obispos auxiliares, el vicario episcopal, el párroco de San Sebastián Mártir, Hilario Peña Rojo, y más de medio centenar de sacerdotes de las parroquias del arciprestazgo. Entre las autoridades se encontraban el alcalde de Madrid Álvarez del Manzano, el delegado del Gobierno, Pedro Núñez Morgades y el concejal presidente de la junta municipal de Carabanchel Carlos Izquierdo Torres, al que acompañaban otros concejales del consistorio madrileño. Actuó como padrino de la ceremonia Luis Periañez de las Heras, a quien la congregación reconoció, tras su fallecimiento, poco después, como mayordomo de honor perpetuo, al haber soportado sobre sus hombros la responsabilidad de mantener la institución en sus horas más críticas, entregando el testigo a las generaciones más jóvenes, en 1986.
Al término de la celebración se leyó un mensaje de Juan Pablo II animando a los fieles de Carabanchel a perseverar en su fe a la Virgen del Carmen. Seguidamente dio comienzo una multitudinaria procesión con la imagen ya coronada que contó, de manera excepcional, con el acompañamiento musical de la banda de la Sociedad Musical Protectora de Antella, Valencia.

## Semana Santa

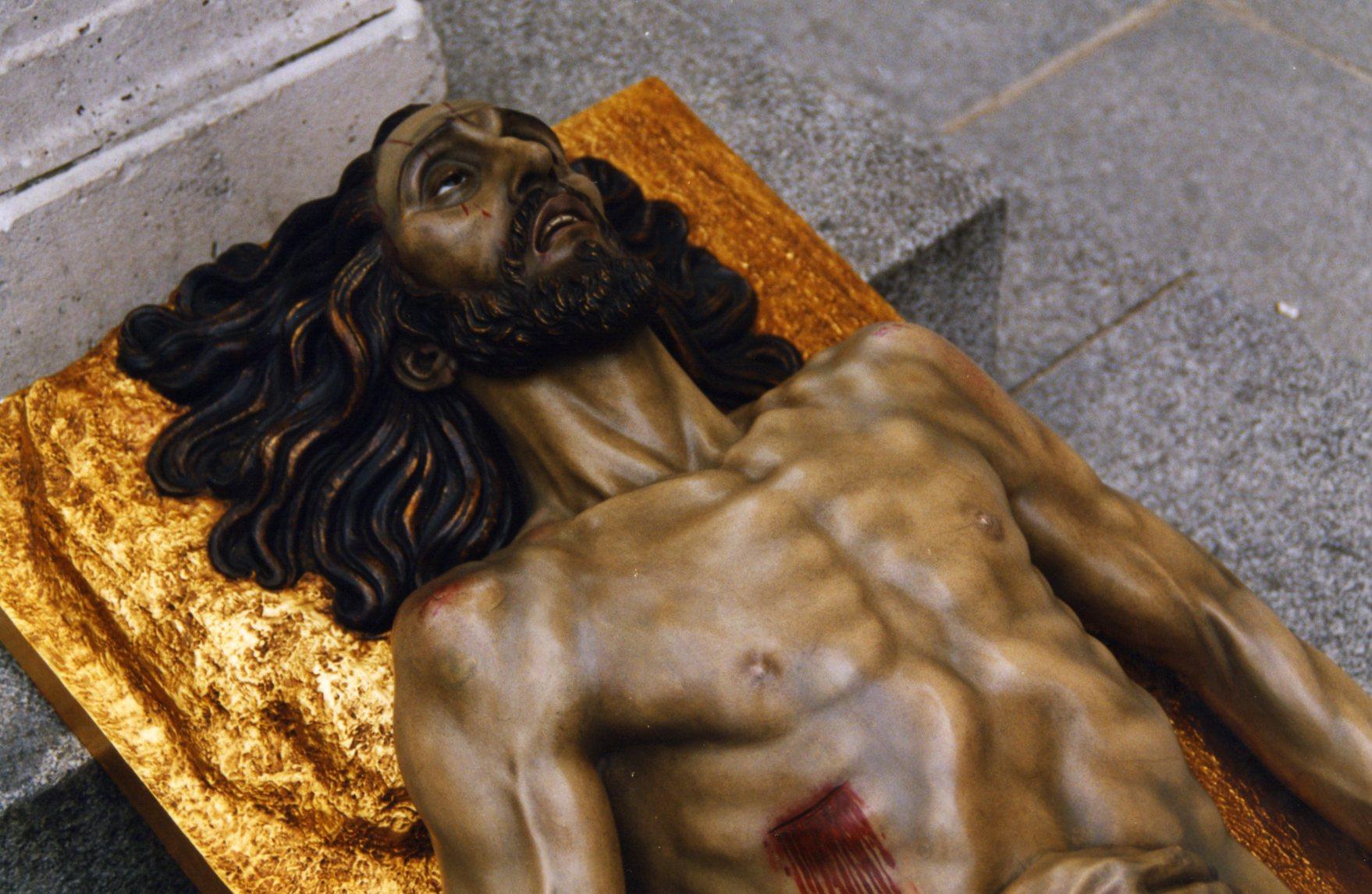
Stmo. Cristo Yacente obra de Marco Pérez, 1947

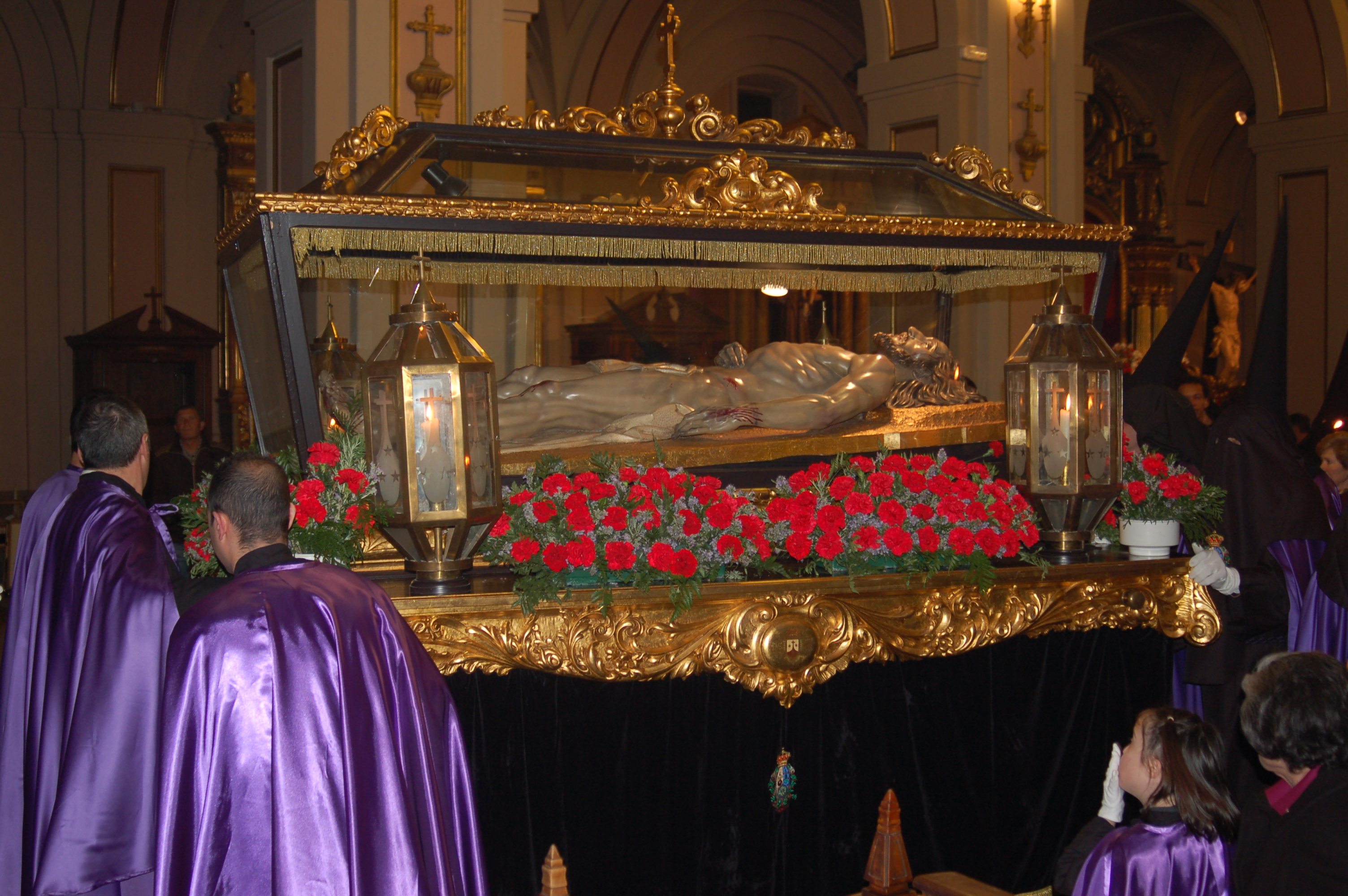
El Stmo. Cristo Yacente, en procesión, en su urna acristalada

En Semana Santa la Congregación procesiona con la imagen del Santísimo Cristo Yacente de Luis Marco Pérez, obra de 1947, que formó parte en 2002 de la exposición que sobre el autor se presentó en las Drassanes de València.
Tras el período de la Guerra Civil, incendio y posterior reconstrucción del templo parroquial se reanuda en 1948 su participación en la procesión del silencio, el Viernes Santo. En aquella primera salida procesional y estación de penitencia, estuvieron asistidos por la Hermandad del Gran Poder y de la Esperanza Macarena Tradicionalmente este paso de Cristo muerto ha sido escoltado por la Guardia Civil y era a su salida del templo cuando podían escucharse los acordes del himno nacional.
Archivo:
En 1995 se diseña el nuevo escudo institucional que se incorpora a los nuevos uniformes de penitente. Utilizando el hábito negro que históricamente han vestido los congregantes, se añade capa morada y capuchón negro con el escudo bordado en el pecho y se promueve la incorporación de penitentes. Al mismo tiempo la Congregación acrecienta su patrimonio con un estandarte para la Virgen y bandera para el Stmo. Cristo, así como el banderín institucional.

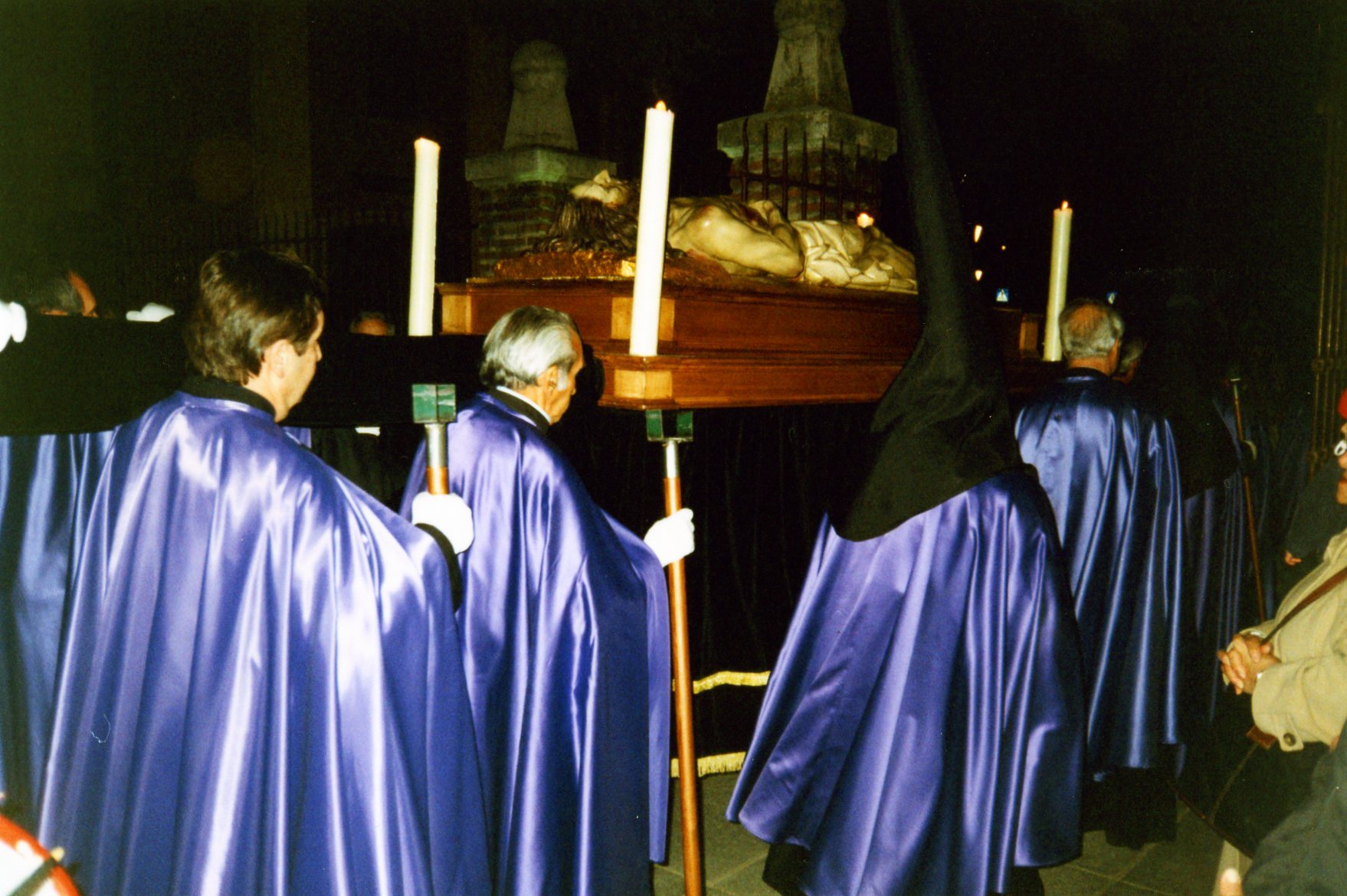
Salida procesional del Stmo. Cristo Yacente portado en andas. Procesión del Silencio de Carabanchel

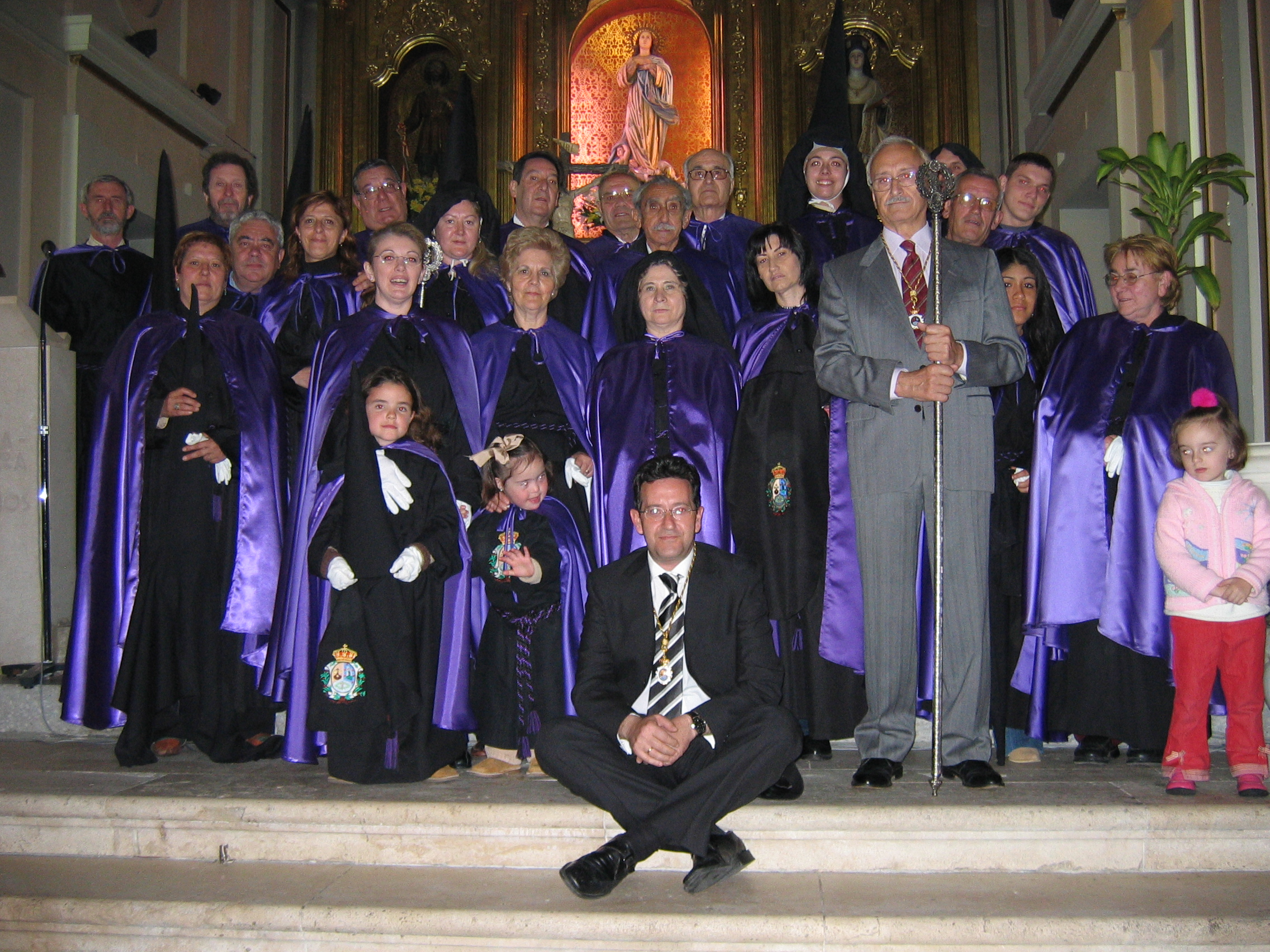
Penitentes de la Congregación en 2006, antes de comenzar la Procesión del Viernes Santo

En 1998, en conmemoración del 50 aniversario de la anexión de Carabanchel a Madrid, se realiza una procesión extraordinaria por el centro de Madrid, con salida desde el Convento de La Encarnación, invitados por la Hermandad del Santo Entierro y la Soledad, siendo esta la primera vez que el Stmo. Cristo era portado por anderos ante la imposibilidad de trasladar su carroza acristalada. El acompañamiento musical estuvo a cargo del grupo de bombos de la Cofradía de Nuestra Señora de la Piedad y del Santo Sepulcro de Zaragoza y la Banda Municipal de Madrid.
Habitualmente las salidas procesionales del Santísimo Cristo se llevan a cabo en su urna de cristal, montada sobre carroza de ruedas. Excepcionalmente, guiados por la buena acogida de la procesión extraordinaria, en dos ocasiones más hizo su estación de penitencia sobre andas portadas por hermanos congregantes, integrando la Procesión del Silencio de Carabanchel.

## Fiestas del Carmen
Las fiestas en honor de la Virgen del Carmen, junto con las del apóstol Santiago, son históricamente las fiestas de Carabanchel, si bien, bajo diferentes denominaciones, según el signo político de los representantes municipales. Estas fiestas se han denominado "de verano" en los albores de la etapa democrática socialista, "de la Virgen del Carmen y Santiago", después y más recientemente, solo de "Santiago". 
Aunque inicialmente la procesión de la Virgen se celebraba el domingo siguiente a la celebración de la Virgen del Carmen, el 16 de julio, mediada la década de los 90 del siglo pasado, se decidió que su salida procesional coincidiera con el día de la festividad de la Virgen marinera. Su carroza, sobre ruedas, representa una barca y fue realizada en los talleres de la familia Alcázar, de Carabanchel, al igual que el retablo de la Virgen en la iglesia y la carroza del Stmo. Cristo Yacente.
Las celebraciones en honor de la patrona, de las que existe documentación desde 1901, estaban precedidas por su Novena, finalizando los cultos, al día siguiente de la procesión, con el funeral por los hermanos fallecidos y la junta general de hermanos. Ya desde esa época hay constancia documental de la entrega de un paquete de almendras a los congregantes, como recuerdo de las fiestas.
En los diferentes años de la etapa 1986-2012, han presidido la procesión diversas autoridades de la Iglesia y de la sociedad civil, contando cada año con la presencia del concejal presidente de la Junta Municipal de Carabanchel.
A lo largo del novenario se amenizan las celebraciones con la participación de diferentes actuaciones musicales, bien música de cámara, corales, "misas baturras", "extremeñas" o "criollas", dúos líricos, etc. Especial mención merece el Coro rociero "Pastora", encargado de cantar en todas las celebraciones de los primeros sábados de mes con que la Congregación honraba a la Virgen, así como en las fiestas del Carmen y en la Romería de la Antigua.
La imagen de la Virgen del Carmen, coronada canónicamente en 1999, porta el bastón de mando del último alcalde de Carabanchel Bajo, Rufino Goñi, que en prueba de gratitud y respeto hacia la patrona del pueblo de Carabanchel, tras firmar el acta de anexión a Madrid, entregó a la Virgen el bastón de mando que le había acompañado durante el ejercicio de su misión como alcalde. La imagen titular de la virgen es obra de los Talleres Granda, de 1945.

La Congregación, en cumplimiento de su labor solidaria, colabora y participa con la parroquia en la ayuda a los más necesitados. En el período 1986-2012, se incrementa su labor humanitaria, estableciendo lazos de colaboración con Cruz Roja Española y su Fondo de ayuda para emergencias, con Cáritas Madrid en el Programa de Acogida y atención para necesidades básicas y con la Fundación Vicente Ferrer en el Programa sanitario en Andhra Pradesh (India), además de realizar diversos apadrinamientos de menores desfavorecidos de Latinoamérica.

Fiestas del Carmen
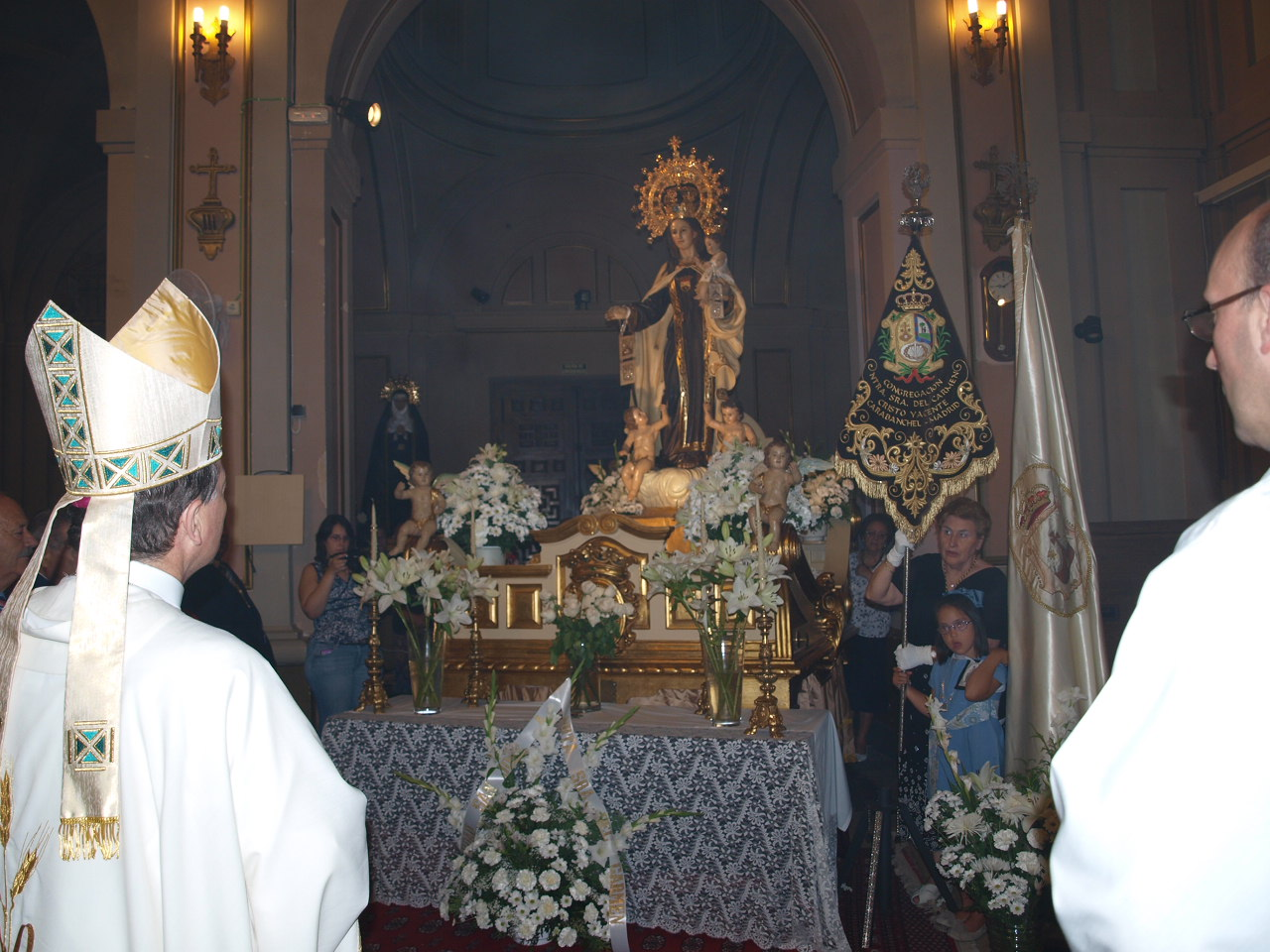
Monseñor Martínez Camino orando ante la Patrona de Carabanchel, tras recibir la Medalla de Honor de la Congregación
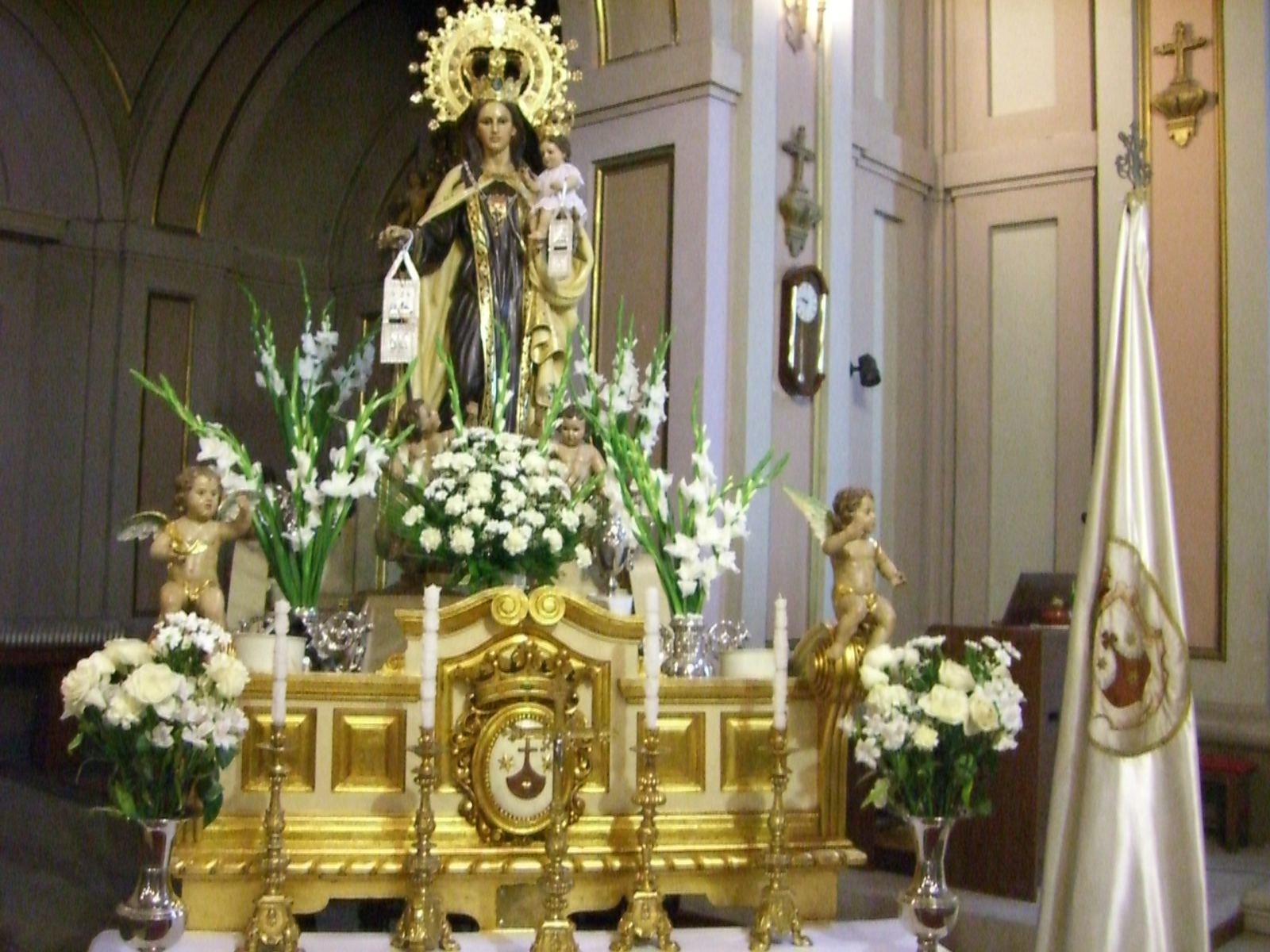
La Virgen del Carmen en su carroza procesional
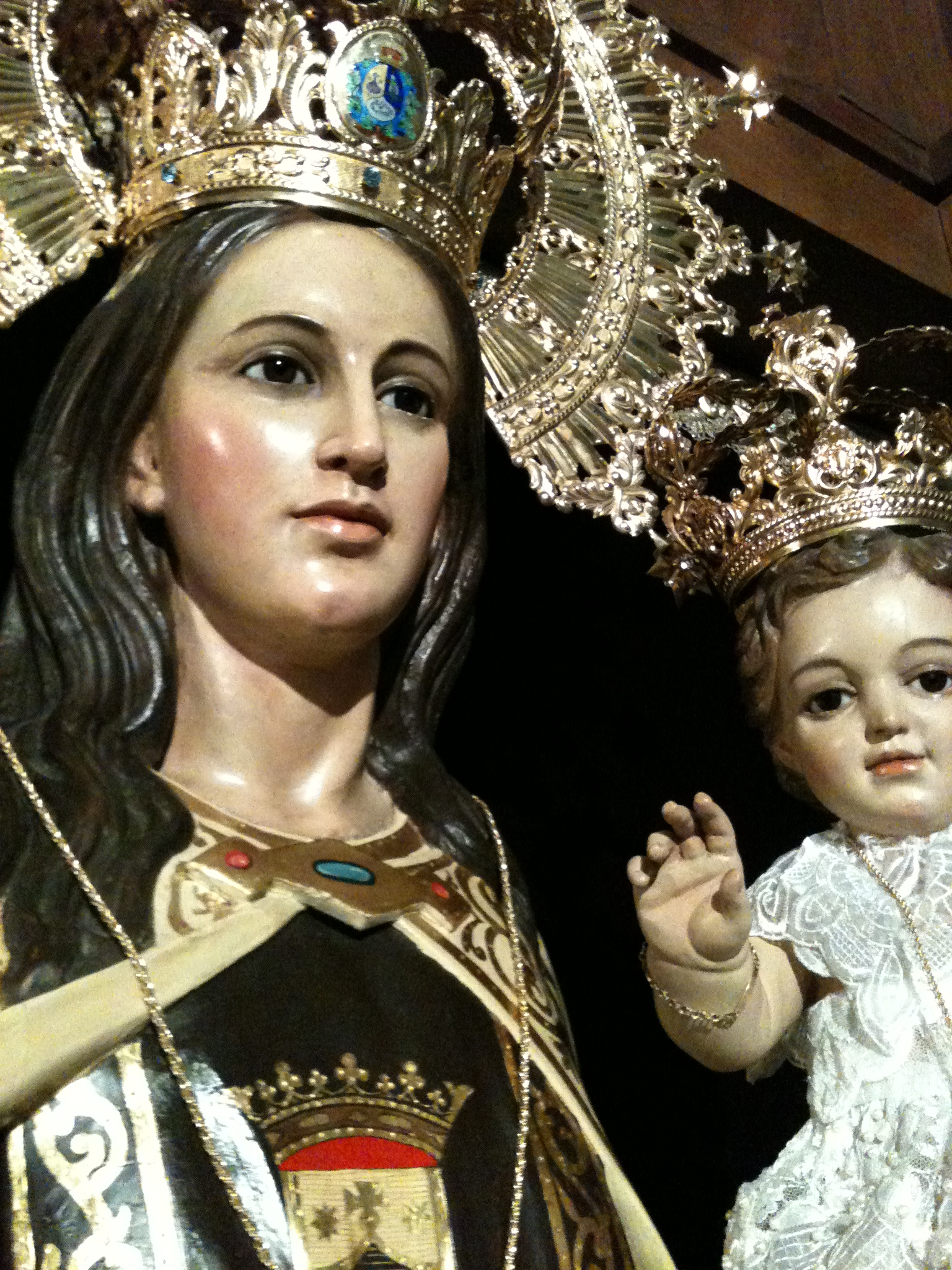
Virgen del Carmen de Carabanchel, coronada
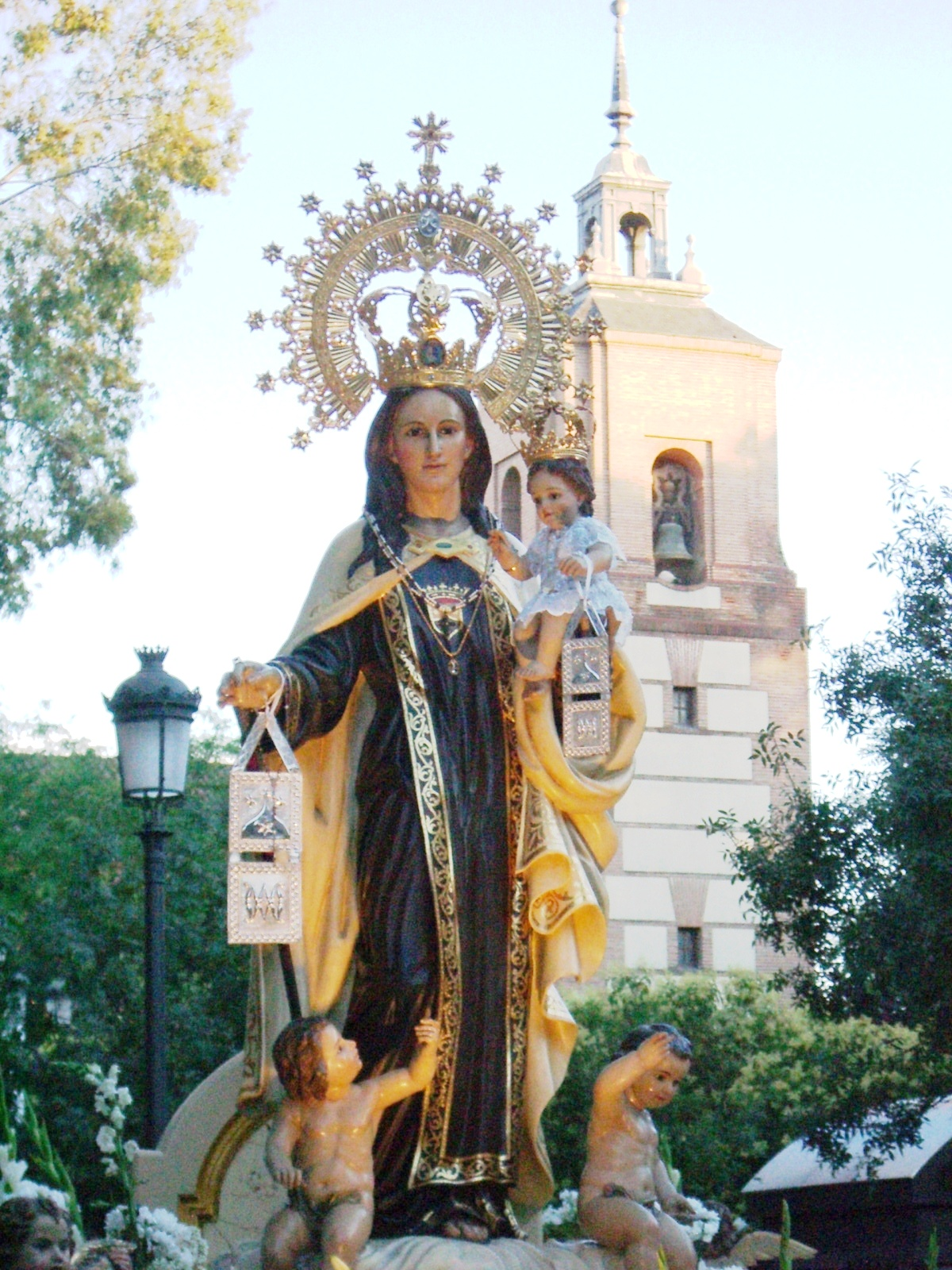
La Virgen del Carmen coronada en procesión por las calles de Carabanchel.
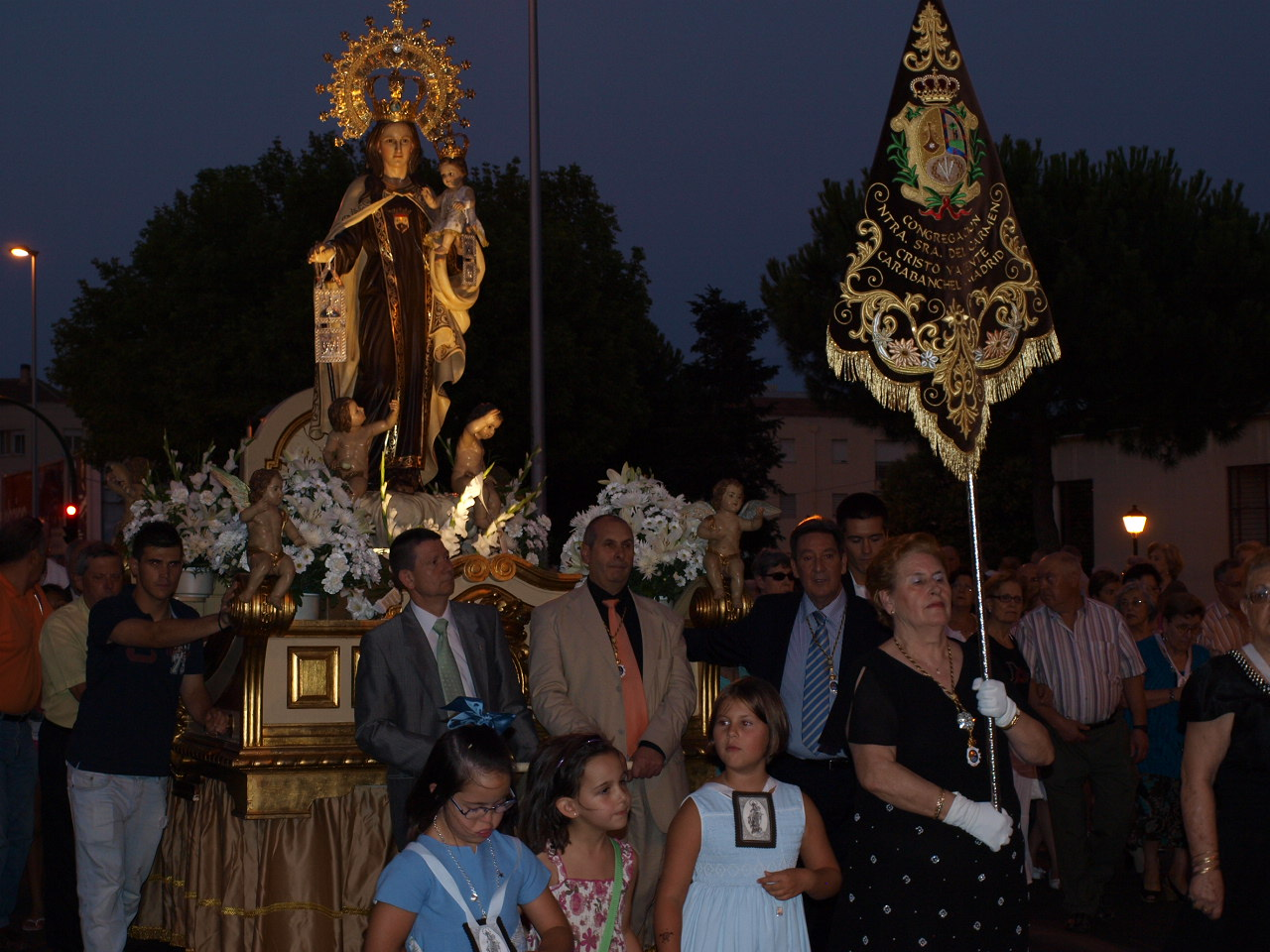
Procesión de la Virgen del Carmen en Carabanchel. 2011
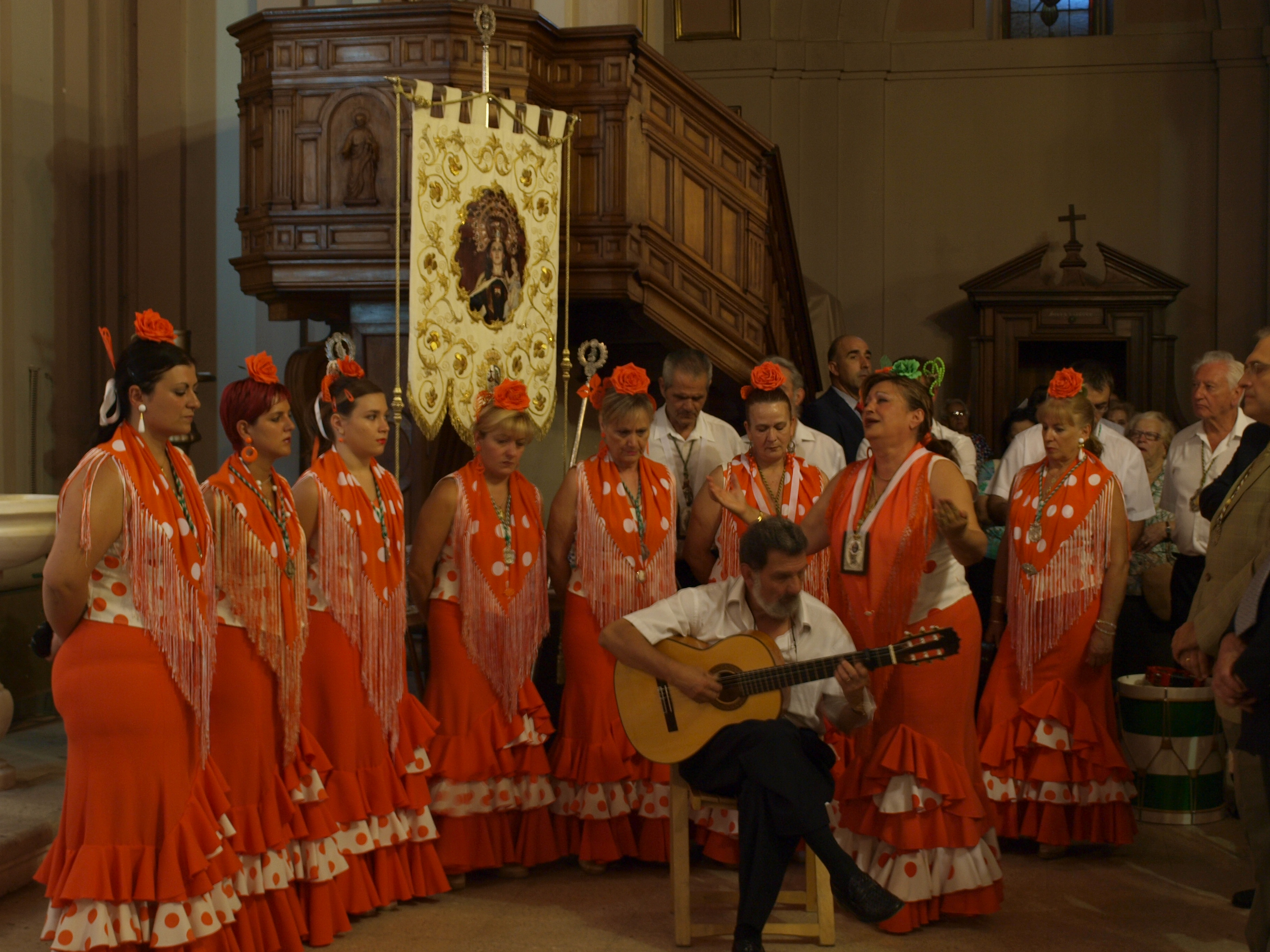
Coro rociero "Pastora" cantando en una Misa de la Congregación, en 2009

## Romería de La Antigua
Una de las aportaciones más relevantes de la Congregación a la historia, al arte y a la sociedad en general, se produce con la Romería en honor de la Virgen de la Antigua. Este proyecto, que trataba de recuperar una vieja tradición carabanchelera, reivindicaba la propia ermita mudéjar de La Antigua -antes de la Magdalena- y la necesidad de una urgente intervención por parte de las administraciones implicadas y el arzobispado madrileño. Su lamentable estado de conservación hacía presagiar los peores augurios y con la romería, la Congregación, quiso poner en valor un monumento que ya hoy ha adquirido su verdadera dimensión. Esta ermita, además de ser la más antigua de Madrid y una joya del mudéjar, se encuentra unida a la figura de San Isidro, Patrón de la Villa. Allí acudía el Santo a labrar las tierras y a orar a la virgen. Allí están documentados algunos de los más conocidos milagros del Santo y allí se localiza el "pozo de San Isidro"
A partir de 1998, el último domingo de mayo, comienzan a organizarse desde la Congregación estas romerías que, básicamente, se componían de una subida procesional con la imagen de La Antigua, copia de una anterior, románica, desaparecida en la guerra civil- desde la Iglesia de San Sebastián Mártir hasta la ermita situada en el Cementerio Parroquial de Carabanchel. Allí se celebraba la Eucaristía y al término, sobre un gran escenario instalado por la Junta Municipal de Carabanchel, se procedía a la entrega del Premio Virgen de la Antigua que se instituyó para reconocer a personas e instituciones que se distinguieran por su contribución a Carabanchel. Son portadores de este premio, la viuda del último alcalde del pueblo de Carabanchel Bajo, Rufino Goñi, El Real Club Deportivo Carabanchel el Concejal Presidente del Distrito, etc. Al mismo tiempo se hacía entrega del título de Romero de Honor que ostentan, entre otros, el Cardenal Rouco Varela, el alcalde Álvarez del Manzano, el periodista José María Alfageme y las cantantes Olga Ramos y su hija Olga María.
El acto finalizaba con limonada para todos los asistentes.
Todo ello, unido a una intensa labor de promoción del acto en prensa y radio y las investigaciones llevadas a cabo por José María Sánchez Molledo y Francisco Javier Faucha Pérez, propiciaron que la Comunidad de Madrid, el Ayuntamiento y el Arzobispado, propietario de la ermita, acordaran la restauración integral del monumento, tras los estudios arqueológicos pertinentes.
Alcanzado el objetivo, la congregación entrega el testigo a la parroquia que es quien ha asumido la organización de la romería, manteniéndose así una tradición de gran arraigo en Carabanchel.

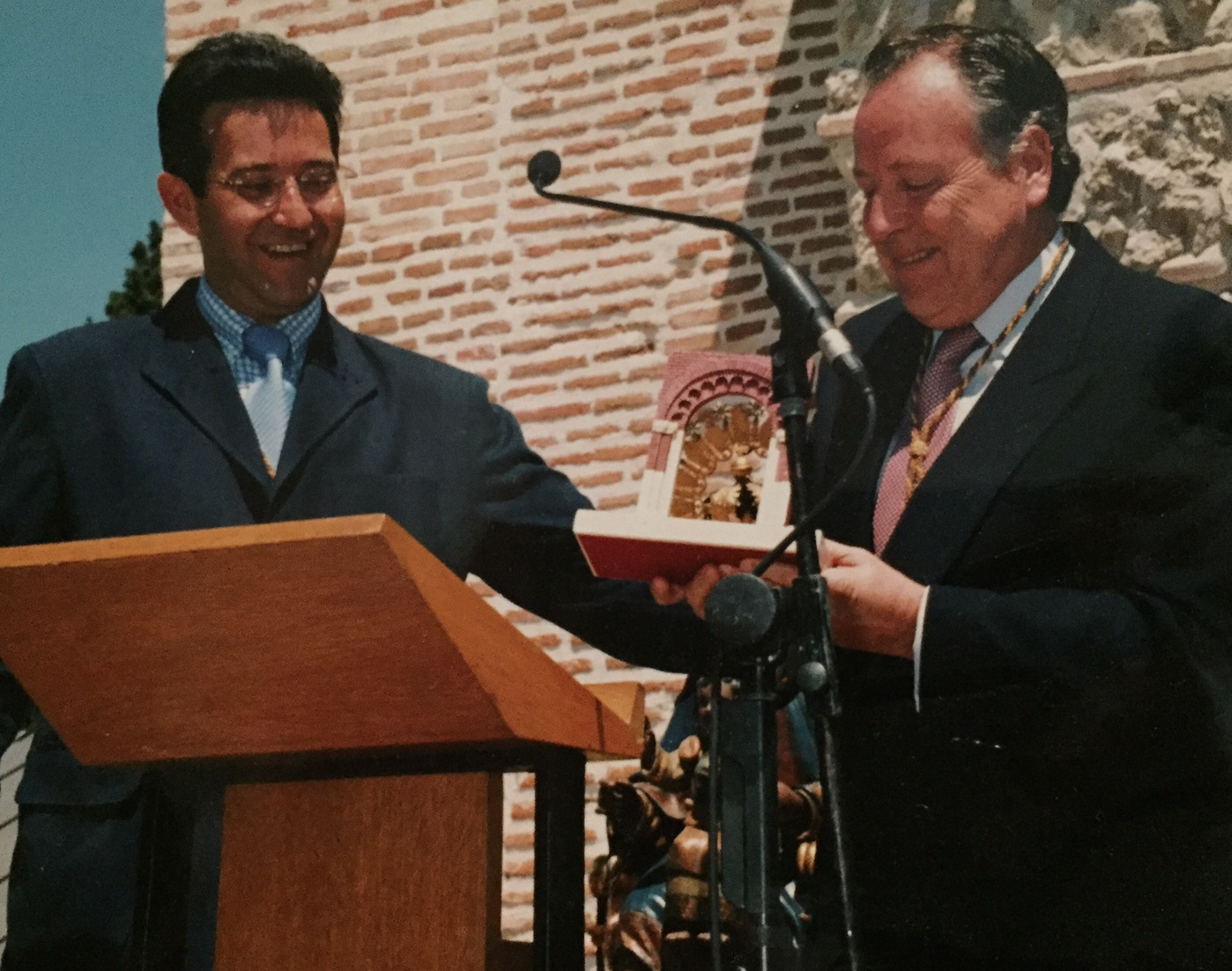
José Mª Álvarez del Manzano, Alcalde de Madrid, recibe de manos del Presidente de la Congregación, Antonio Sánchez Molledo el Premio Virgen de la Antigua
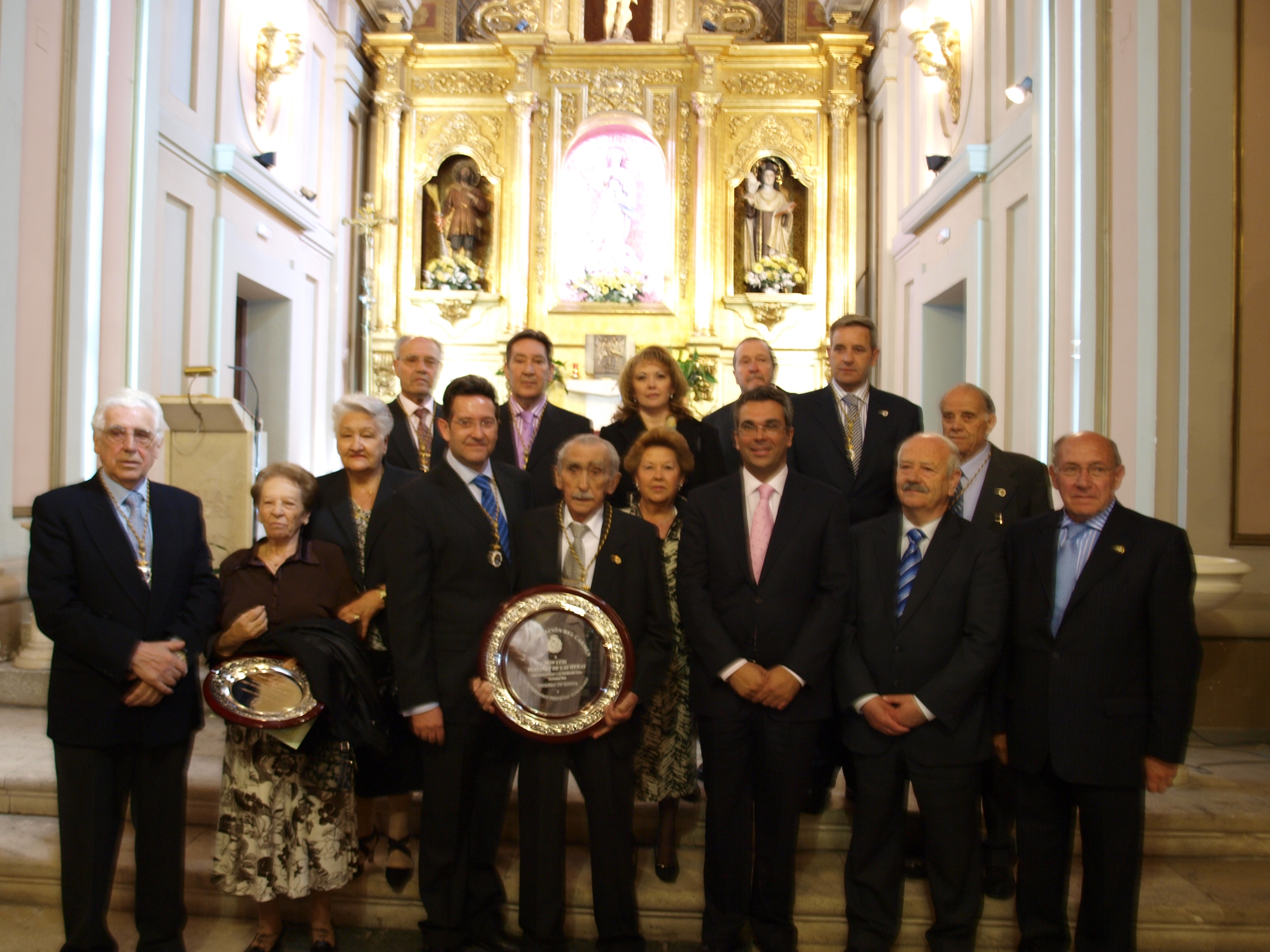
Luis Periañez, tras recibir el título de Mayordomo de Honor de manos del Cardenal de Madrid, rodeado por la Junta de Gobierno y el Concejal de Carabanchel Carlos Izquierdo
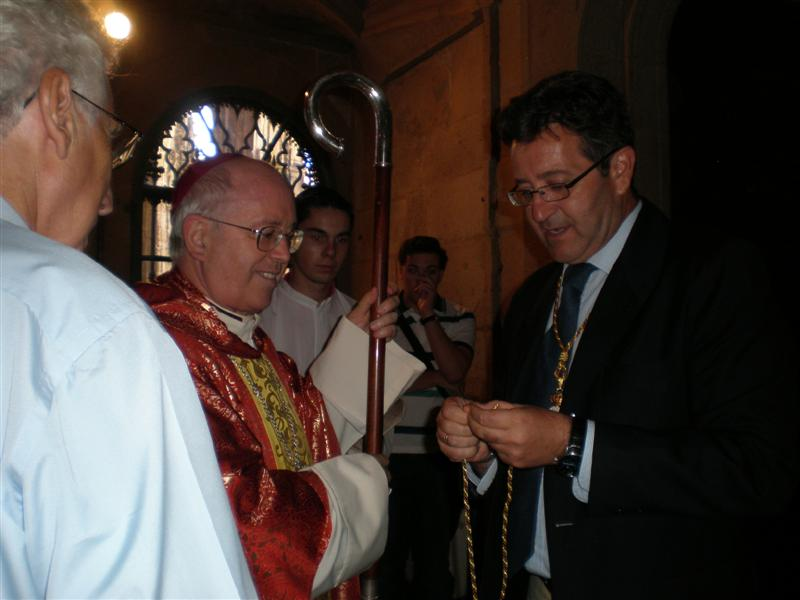
Entrega de la Medalla de Honor al Arzobispo de Santiago, en Compostela, con motivo de la recepción ofrecida a la Congregación en 2010
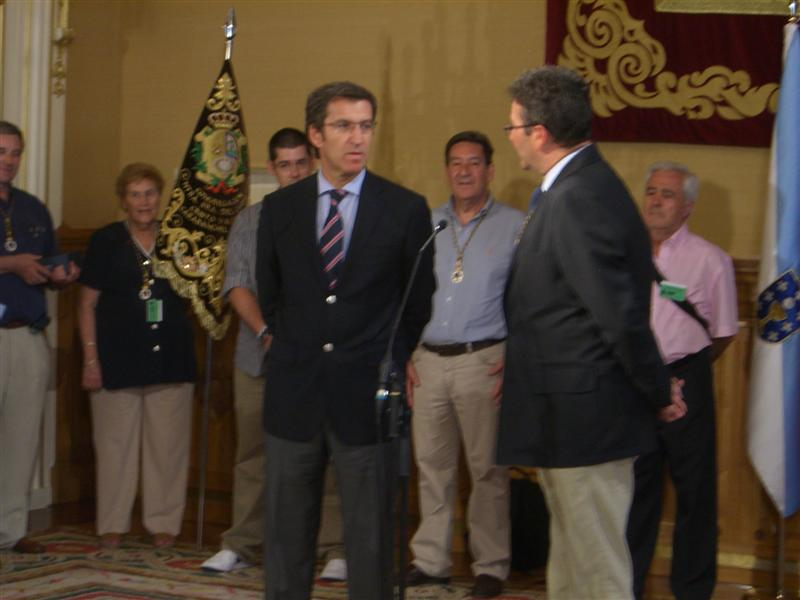
Recepción del Presidente de la Junta de Galicia a la Congregación del Carmen de Carabanchel, con motivo de la peregrinación a Santiago para realizar la ofrenda al Apóstol en 2010
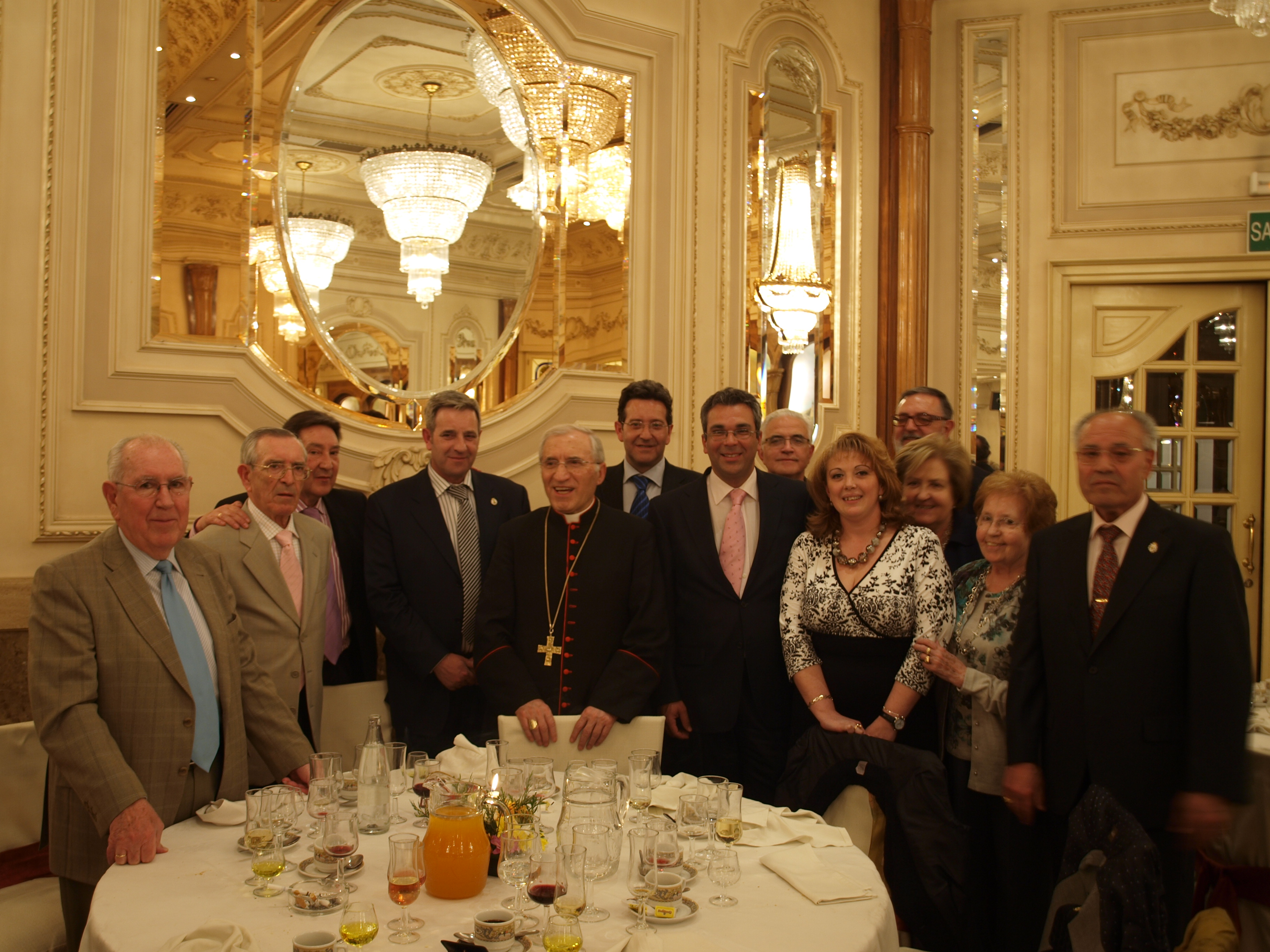
El Cardenal Arzobispo Rouco Varela y el Concejal Presidente de la Junta Municipal de Carabanchel Carlos Izquierdo Torres con la Junta de Gobierno de la Congregación, en una comida de hermandad.

## Peregrinaciones institucionales
Si por algo será recordada esta etapa de la Congregación del Carmen (1986-2012) será, entre otras cosas, por sus peregrinaciones y viajes institucionales que fomentaron el conocimiento mutuo entre los hermanos congregantes y posibilitaron el conocimiento externo de la institución, además de hacer presente al grupo de Carabanchel en acontecimientos que de otra manera, muchos, no hubieran vivido.

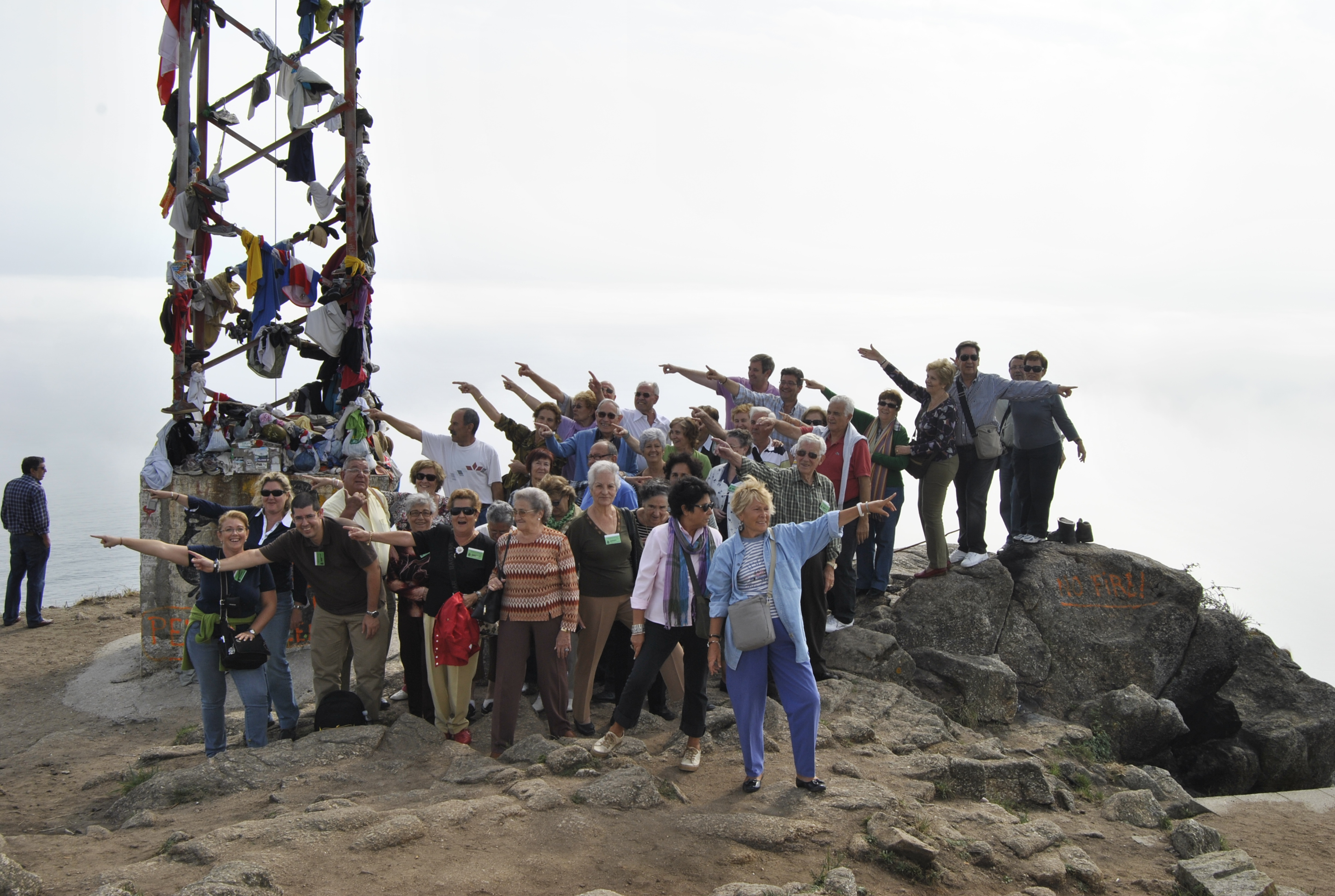
Grupo de congregantes en Finisterre (Peregrinación a Santiago de Compostela)

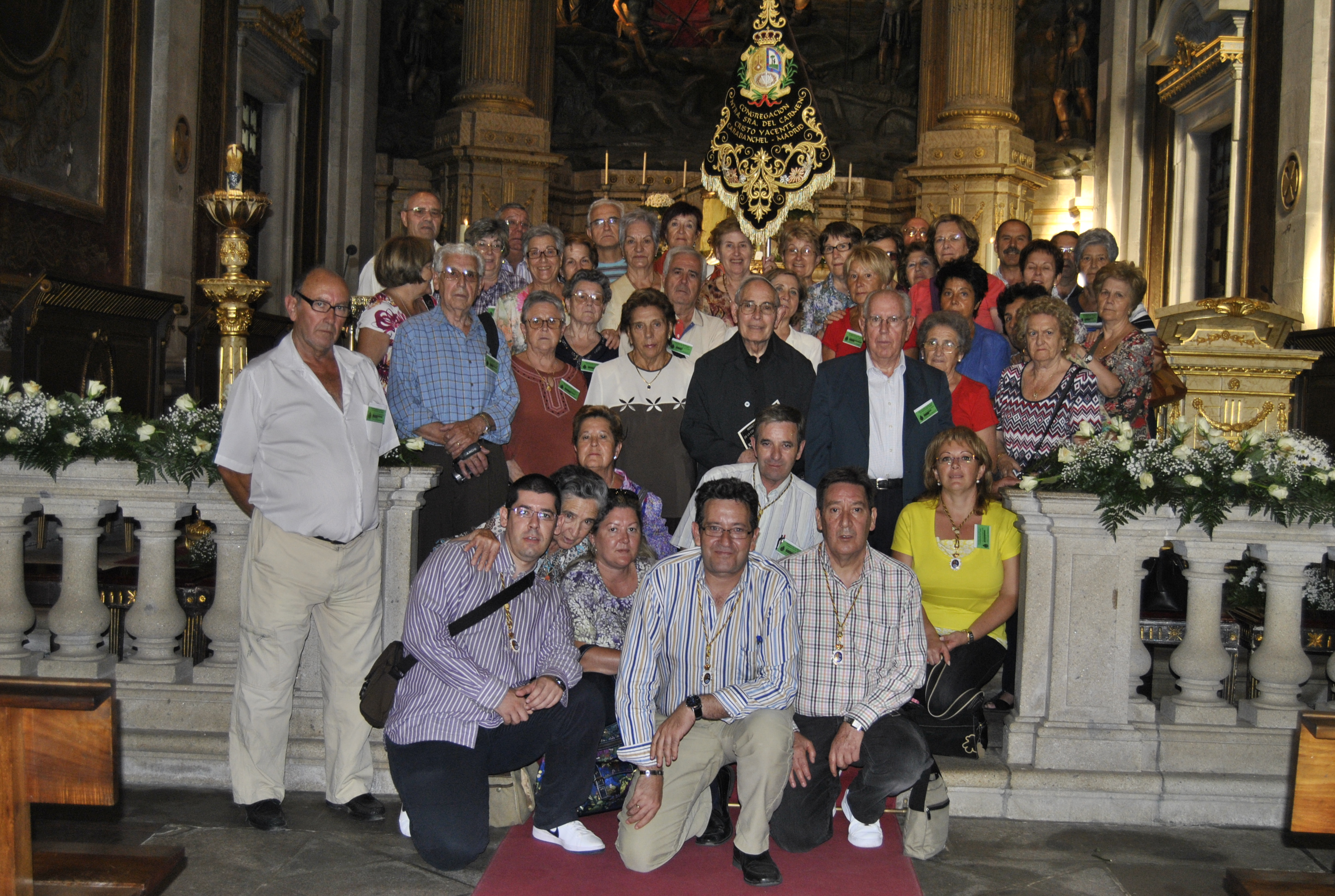
Santuario del Bom Jesús do Monte, en Braga. Grupo de la Congregación con su banderín institucional.

La Congregación del Carmen peregrinó, siendo recibidos por sus máximos responsables, al Santuario de Torreciudad, en Huesca, a Lourdes en Francia, a Fátima en Portugal, al Pilar de Zaragoza, a Montserrat en Cataluña, a Covadonga, en Asturias, a Candelaria, en Tenerife, al Rocío en Almonte, a la Esperanza de Triana en Sevilla, a Santiago de Compostela donde se realizó la Ofrenda ante el Apóstol en presencia del arzobispo metropolitano, a la Virgen de la Cabeza, en Andújar,... En todas las ocasiones, generalmente acompañados por un sacerdote de la parroquia, se celebraba la Santa Misa, en privado, en un ambiente de especial recogimiento interior.
Pero no sólo se han visitado instituciones religiosas y devocionales. Ahí quedan para el recuerdo las recepciones ofrecidas por la Generalidad de Cataluña, la Junta de Galicia o el Cabildo Tinerfeño, el Ayuntamiento de Barcelona en su histórico Salón de Ciento, o los de Zaragoza, La Coruña y Ávila, entre otros.
Acontecimientos como las Exposiciones Universales de Sevilla en 1992 y de Lisboa en 1998 y más recientemente la de Zaragoza en 2008 o la práctica totalidad de las ediciones de Las Edades del Hombre desde aquella primera en Valladolid, en 1998, han sido testigos de la presencia de la Congregación.
En 2012 se suprimen estas y otras actividades de carácter cultural y social, ciñéndose la congregación a las funciones ordinarias de iglesia.

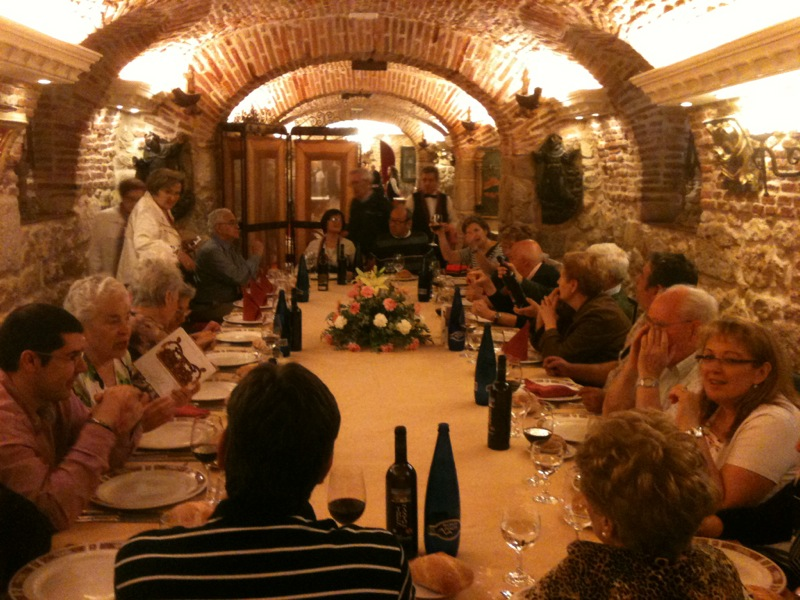
Congregantes durante una comida en Valladolid en el transcurso de un viaje para visitar "las Edades del Hombre"